# Héctor Rodríguez (cestista)
Héctor Rodríguez (San Antonio, 4 febbraio 1952) è un ex cestista messicano.

## Carriera
Con il Messico ha disputato i Giochi olimpici del 1976.